# Angolhitheemu
Angolhitheemu (en dhivehi: އަނގޮޅިތީމު) es una de las islas habitadas del atolón de Raa, en el Océano Índico parte del país asiático de las Islas Maldivas. Posee una población de 438 personas, mide 850 metros de largo por 500 metros de ancho. Se encuentra localizada a 186,98 kilómetros de la capital del país la ciudad de Malé.